# Mariehemsängarna
Mariehemsängarna is een groene ruimte, gelegen in Umeå, gelegen tussen Mariehemsvägen en Stadsliden. Het gebied wordt gekenmerkt door grote grasvelden. Door het park loopt een kleine rivier met een paar vijvers waar tijdens de zomer zwanen en eenden huizen. In Mariehemsängarna bevindt zich ook de MSK Arena waar voetbalclub Mariehem SK zijn thuiswedstrijden speelt.
Sinds 1974 wordt in Mariehemsängarna de Brännbollsyran, een jaarlijks festival met muziekoptredens en de Brännbollcup (een Zweeds bat-en-balspel, vergelijkbaar met honkbal).
De "Umeå Disc Golf Club" heeft in het park een diskgolfbaan met 18 holes. Die wordt beheerd door de gemeenschap en is gratis door het publiek te gebruiken. De baan werd opgericht in 1980 en had toen slechts 9 holes, maar door de jaren heen is dit uitgegroeid tot 18 holes.

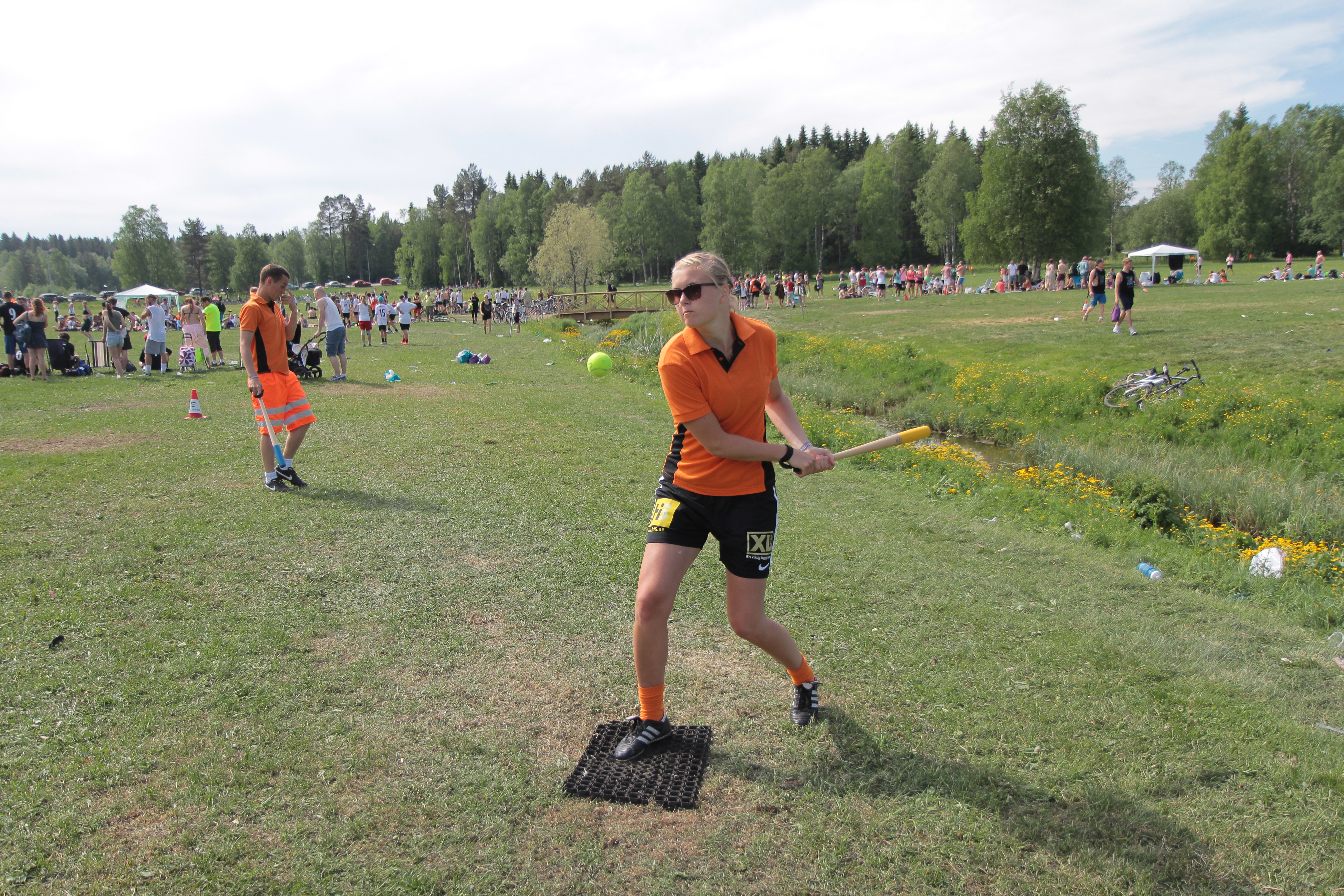
Brännbollsyran in Umeå 2013